# Museum of the Bible

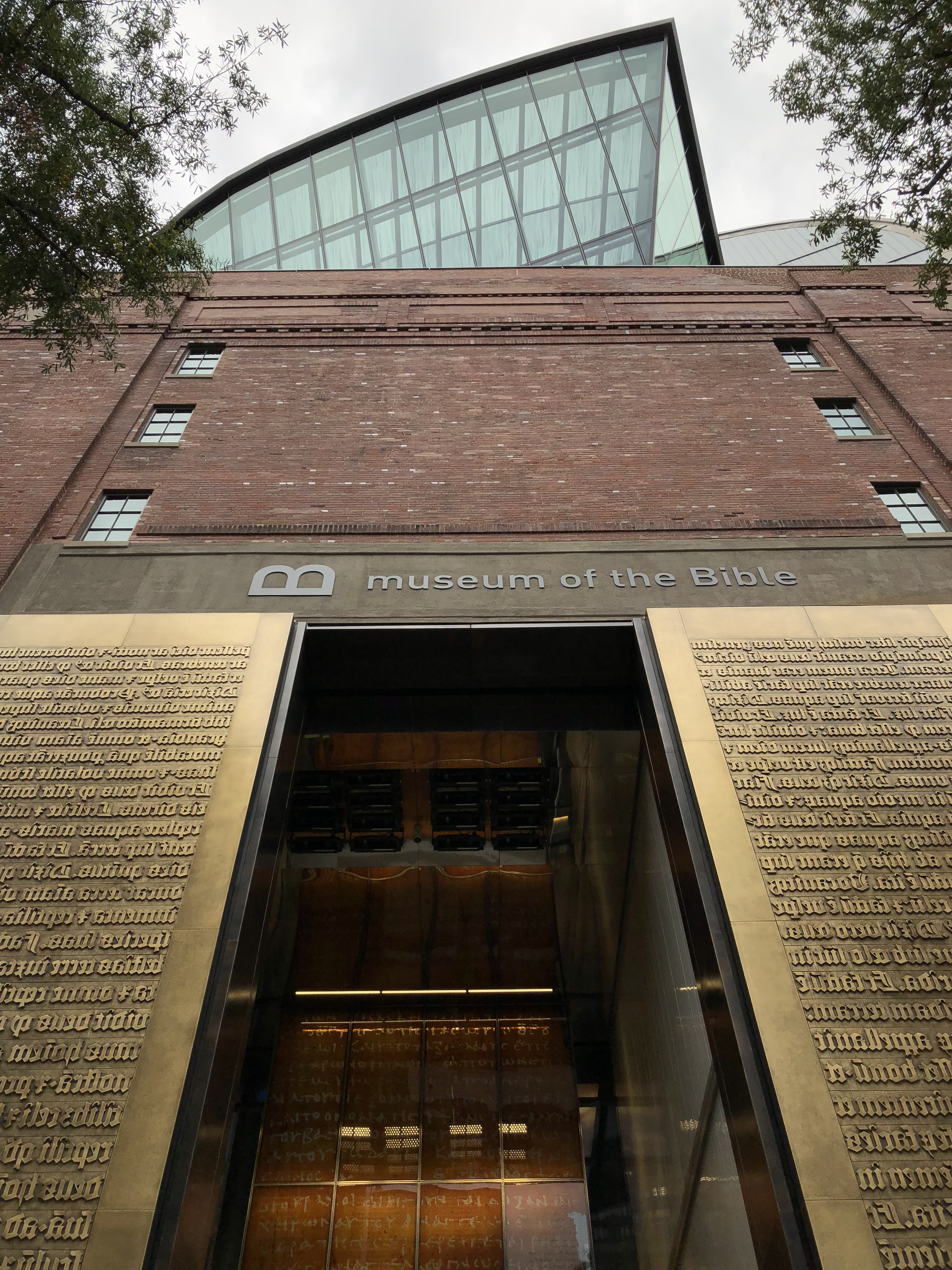
Museum of the Bible, November 2017

Das Museum of the Bible ist ein Bibelmuseum in Washington, D.C. Es wurde am 17. November 2017 eröffnet. Ursprünglicher Anspruch bei der Planung des Museums war es, das „lebendige Wort Gottes mit Leben zu erfüllen und [...] Vertrauen in die absolute Autorität und Zuverlässigkeit“ der Bibel zu fördern. Später wurde das Leitbild dahingehend umformuliert, dass das Museum dazu diene und einlade, sich mit der Bibel auseinanderzusetzen.
Gezeigt werden Objekte zur Geschichte der Bibel, darunter wertvolle Handschriften und Drucke. Daneben gibt es szenische Nachbildungen von Bibelepisoden, in denen auch Schauspieler eingebunden sind, die Bibeltexte rezitieren.
Das Museum wurde in einem umgebauten Altbau in der 300 D. Street SW in der Innenstadt Washingtons errichtet. Das Grundstück wurde für rund 50 Millionen US-Dollar erworben. Das Museum hat eine Gesamtfläche von rund 40.000 m² (430.000 Quadratfuß). Die Gesamtkosten werden auf 500 Millionen Dollar geschätzt.
Das Museum wird maßgeblich finanziert und entstand auf Initiative des evangelikalen Unternehmers Steve Green, des Eigentümers der Einrichtungs- und Handarbeitskette Hobby Lobby, und dessen Familie.
Vor der Eröffnung hat das Museum of the Bible weltweit mehrere lokale Ausstellungen in Verbindung mit örtlichen Trägern durchgeführt; unter dem Titel „Unser Buch“ waren etwa 120 Exponate, die meisten aus den Beständen des Museum of the Bible, vom 7. April bis 13. Mai 2017 in Augsburg zu sehen. Der Kooperationspartner war hier ein ökumenischer Trägerkreis. Die meisten Exponate wurden danach vom 22. Mai bis 10. September 2017 in einer Ausstellung gleichen Namens in Wittenberg gezeigt. Der Kooperationspartner war das Zinzendorf-Institut (ein Arbeitskreis des Christus-Treffs e. V. Marburg).
Kurator dieser beiden Ausstellungen war Roland Werner aus Marburg.

## Kontroversen
Die Bestände des Museums wurden aus der von Green seit 2009 angesammelten Green Collection übernommen, umfassen aber nur einen Bruchteil der von ihm erworbenen Stücke. Seine Sammlertätigkeit wurde kritisch gesehen, weil er in Antiquitätenschmuggel verwickelt war und deshalb bereits Objekte zurückerstatten und eine Strafe von 3 Millionen US-Dollar zahlen musste. Im Museum befinden sich aus der etwa 40.000 Objekte umfassenden Sammlung nur etwa 2800 Gegenstände, deren Provenienz weitgehend geklärt ist.
Fünf von insgesamt 16 im Museum of the Bible ausgestellte Rollen wurden im Oktober 2018 aus der Sammlung entfernt. Die Bundesanstalt für Materialforschung und -prüfung (BAM) in Deutschland hatte sie als moderne Fälschungen identifiziert.
2021 verklagte die hinter dem Museum of the Bible stehende Hobby Lobby-Gruppe den Papyrusforscher Dirk Obbink. In der Klageschrift wird darauf verwiesen, Obbink habe während seiner wissenschaftlichen Karriere immer wieder mit Antiquitäten gehandelt, und ihm vorgeworfen, etwa 120 Objekte der Egypt Exploration Society aus der zur University of Oxford gehörenden Sackler Library (seit 2023 Bodleian Art, Archaeology and Ancient World Library) und dem Ashmolean Museum  gestohlen zu haben. Zum Zeitpunkt der Klage seien 32 Objekte aus dem Besitz der Egyptian Exploration Society identifiziert, die Obbink zwischen 2010 und 2013 in sieben Geschäftstransaktionen für über 7 Millionen US-$ an Hobby Lobby verkauft habe. Die Kläger fordern Entschädigung.
Die Tageszeitung The Guardian kritisiert, dass die Familie Green in vielen Fällen keine Nachweise über die Herkunft der von ihnen erworbenen antiken Gegenstände und Schriften vorlegen kann. So etwa im Falle der von Dirk Obbink 2010 erworbenen Papyri ebenso wie der 2017 angekauften irakischen Keilschrift-Tontafeln, die als „Fliesen-Muster“ in die USA geschmuggelt worden waren. Die britische Papyrologin Roberta Mazza wird mit der Aussage zitiert, die Familie Green habe „Millionen im legalen und illegalen Antiquitäten-Handel ausgegeben, ohne eine Ahnung von der Geschichte, der Materialität, dem kulturellen Wert, der Empfindlichkeit und der Probleme der erworbenen Objekte zu haben“. Die sei „ein Verbrechen von enormem Ausmaß an Kultur und Wissenschaft – wie die nun offenliegenden Fakten belegen“.